# Юрпалов, Владимир Вениаминович
Владимир Вениаминович Юрпа́лов (род. 28 мая 1954 года) — российский художник. Живописец и график. Работает в стилях поставангардизм, неоэкспрессионизм и экспрессивный романтизм.

## Биография
Родился 28 мая 1954 года в селе Усть-Качка Пермской области.
Окончил Пермское художественно-графическое училище (1972) и художественно-графический факультет Московского государственного педагогического института (1981).
Работал учителем рисования и черчения, художником-иллюстратором. С 1982 года — профессиональный художник-станковист. Один из основателей и участник всех выставок творческой группы «Молот» (Александр Кондин, Сергей Крегжде и др.), у истоков которой стоял легендарный Анатолий Зверев..
Участвовал свыше чем в 70-ти выставках, из которых 19 зарубежных и 12 персональных. Работы художника находятся в галереях, корпоративных и частных коллекциях России, стран СНГ, Англии, Австрии, Австралии, Венгрии, Германии, Греции, Израиля, Италии, Канады, Нидерландов, США, Турции, Финляндии, Франции, Японии и др.
Живёт и работает в Москве.

## Выставки
Владимир Юрпалов принимал участие и провёл более чем 70 выставок, в том числе:
- 1988 — участник выставок группы «Молот» в галереях «Визит», «Арбат», «Марс», «Националь», «Архидизайн», все — г. Москва.
- 1988, 1989, 1990 — участник выставок в Галерее русского искусства в г. Франкфурт-на-Майне, ФРГ.
- 1990 — персональная выставка в муниципальной галерее г. Море-на-Луанге, Франция.
- 1990 — участник выставки художников группы «Молот» в круизе по странам Европы в галерее WFK-KERKSTRAAT, г. Амстердам, Нидерланды.
- 1990 — участник выставки «Вернисаж» художников группы «Молот» в Центральном доме художника, г. Москва.
- 1991 — участник выставки художников группы «Молот» в Центральном доме художника, г. Москва.
- 1991 — участник выставки «Арт-Миф» галереи «Арт-С» в Манеже, г. Москва.
- 1992 — участник выставки «Русский реализм в Нью-Йорке», США.
- 1992 — участник выставки художников группы «Молот» в Манеже, г. Москва.
- 1992 — участник выставки живописи художников России, организатор «Арт-Сервис», г. Прага, Чехия.
- 1992 — участник выставки живописи в выставочном зале Дьюркович, организатор «Арт-Сервис», г. Будапешт, Венгрия.
- 1993 — участник выставки живописи в американском посольстве в Венгрии, г. Будапешт, Венгрия.
- 1994 — персональная выставка в Художественном музее г. Гельхейма, ФРГ.
- 1994 — участник выставки художников группы «Молот» в Центральном доме кинематографии, г. Москва.
- 1995 — участник выставки художников группы «Молот» в Центральном доме журналиста, г. Москва.
- 1995 — персональная выставка в Центральном доме журналиста, г. Москва.

1996 --- персональная выставка МХАТ
1997 --- выставка ЦДХ
1998 --- персональная выставка в ЦДХ
1999 --- выставка ЦДЛ "ЛОТ"
2000 --- выставка ЦДЖ
2001 --- ВДНХ выставка "Аквариус"
2008 --- выставка "АРТ-Манеж" в галереи "Постскриптум"
2009 --- выставка "АРТ-Манеж" в галереи "Постскриптум"
2011 --- персональная выставка в галереи "Постскриптум"
2012 --- МСХ осенняя выставка на Тверской-Ямской
2013 --- Выставка на День города
и многих других.
Последняя выставка проведена в выставочном зале "ДОМ ШИРОКОВА" в 2020 году в мае месяце.